# Carlos Castel y Clemente
Carlos Castel y Clemente (Cantavieja, 19 de enero de 1845-Madrid, 23 de julio de 1903) fue un ingeniero, científico y político aragonés. Diputado a Cortes durante la restauración borbónica y académico de la Real Academia de Ciencias Exactas, Físicas y Naturales.

## Biografía
Ingeniero forestal, fue profesor y catedrático en Valencia y Guadalajar y llegaría a inspector general del Cuerpo: el primero que trajo a la práctica la ordenación de montes en España.-
Fue escogido diputado del Partido Conservador por la circunscripción de Mora de Rubielos en las elecciones generales españolas de 1884, 1886, 1891, 1893, 1896, 1898 y 1899.
Entonces se instaló en Madrid y ocupó varios cargos públicos como director general de Beneficencia y Sanidad, de Obras Públicas y de Propiedades y Derechos del Estado, y vocal en los Consejos de Agricultura, Prisiones y de la Junta Central de Urbanización. Falleció el 23 de julio de 1903.

## Reconocimientos
- Representó en el gobierno en las trágicas inundaciones de Consuegra, y por su actuación recibió la gran cruz de la Orden de Isabel la Católica.
- En 1888 recibió la medalla de oro de la Exposición Universal de Barcelona.
- En 1887 fue presidente de la Real Sociedad Española de Historia Natural.[5]
- En 1894 fue escogido académico de la Real Academia de Ciencias Exactas, Físicas y Naturales, pero no  ingresó hasta el 1899 con el discurso «Valor de los agentes que determinan la distribución de los vegetales en el Globo».[6]
- También fue socio de la «Sociedad Económica Turolense de Amigos del País».